# Знедолені (фільм, 1982)
«Знедолені» (фр. Les Misérables) — художній кінофільм спільного франко-німецького (ФРН) виробництва 1982 року поставлений режисером Робером Оссейном за однойменним романом Віктора Гюго.

## Синопсис
Франція початку XIX століття. У невеликому містечку Дінь з'являється Жан Вальжан, що відбув на каторзі 19 років. Він знаходить притулок у будинку єпископа Міріеля і вночі краде столове срібло з кухні єпископа. Поліція затримує Вальжана на місці злочину при спробі сховатися. Єпископ пробачає його і напучує Жана з тим, щоб той встав на шлях істинний. Приголомшений вчинком священика, Жан намагається змінити спосіб життя, але довгі роки йому доводиться ховатися від поліції і свого минулого…

## У ролях
| Актор(ка)         |   | Роль                    |
| ----------------- | - | ----------------------- |
| Ліно Вентура      | … | Жан Вальжан             |
| Мішель Буке       | … | інспектор Жавер         |
| Евелін Буї        | … | Фантіна, мати Козетти   |
| Валентин Борделе  | … | Козетта-дитина          |
| Крістіан Жан      | … | Козетта-підліток        |
| Жан Карме         | … | Тенардьє                |
| Франсуаза Сеньє   | … | мадам Тенардьє          |
| Луї Сеньє         | … | Мірієль                 |
| Еммануель Куртіль | … | Гаврош                  |
| Франк Кабо-Давид  | … | Маріус Понмерсі         |
| Дені Лаван        | … | Монпарнас               |
| Робер Дальбан     | … | кухар                   |
| Роже Анен         | … | трактирник              |
| Фернан Леду       | … | Жильнорман, дід Маріуса |
| Кандіс Пату       | … | Епоніна                 |
| Поль Пребуа       | … | Фошлеван                |

## Визнання
| Нагороди та номінації фільму «Знедолені» | Нагороди та номінації фільму «Знедолені» | Нагороди та номінації фільму «Знедолені»  | Нагороди та номінації фільму «Знедолені» | Нагороди та номінації фільму «Знедолені» | Нагороди та номінації фільму «Знедолені» |
| Рік                                      | Нагорода                                 | Категорія                                 | Номінант                                 | Результат                                |                                          |
| ---------------------------------------- | ---------------------------------------- | ----------------------------------------- | ---------------------------------------- | ---------------------------------------- | ---------------------------------------- |
| 1983                                     | Московський міжнародний кінофестиваль    | Золотий приз                              | Робер Оссейн                             | Номінація                                |                                          |
| 1983                                     | Московський міжнародний кінофестиваль    | Спеціальний приз за внесок у кінематограф | Робер Оссейн                             | Перемога                                 |                                          |
| 1983                                     | Премія «Сезар» (8-ма церемонія)          | Найкращий актор                           | Ліно Вентура                             | Номінація                                |                                          |
| 1983                                     | Премія «Сезар» (8-ма церемонія)          | Найкращий актор другого плану             | Жан Карме                                | Перемога                                 |                                          |
| 1983                                     | Премія «Сезар» (8-ма церемонія)          | Найкращий адаптований сценарій            | Робер Оссейн, Ален Деко                  | Номінація                                |                                          |
| 1983                                     | Премія «Сезар» (8-ма церемонія)          | Найкраща операторська робота              | Едмон Рішар                              | Номінація                                |                                          |
| 1983                                     | Премія «Сезар» (8-ма церемонія)          | Найкращі декорації                        | Франсуа де Ламот                         | Номінація                                |                                          |